# Oldsmobile Limited
Der Oldsmobile Limited war ein Oberklasse-PKW, der ab 1909 für das Modelljahr 1910 von Oldsmobile, einer Marke von General Motors, als Nachfolger des Modells Z herausgebracht wurde. Der Limited war das Spitzenmodell der Marke, dessen Name mit der „limitierten“ Fertigung erklärt wurde, in der solch ein Luxuswagen entstünde.
Die Wagen hatten einen Sechszylinder-Reihenmotor in T-Kopf-Bauweise (Ein- und Auslassventile auf der jeweils gegenüberliegenden Seite des Motorblocks) mit paarweise gegossenen Zylinderblöcken. Der Hubraum betrug 8.275 cm³ (505 c.i.), die Leistung bei 60 PS nach damaliger Berechnungsmethode (wahrscheinlich N.A.C.C., North American Chamber of Commerce). Sie wurde über eine Lederkonuskupplung, ein Vierganggetriebe mit Schalthebel rechts außen und eine Kardanwelle an die Hinterräder weitergeleitet. Alle vier Räder waren mit Holzspeichen versehen und die Hinterräder mechanisch mit Trommeln und Außenbändern gebremst.
Die Wagen waren als 4-7 sitzige Touring mit hinteren Türen, Close Coupled Touring (ähnlich, jedoch mit engerem Passagierabteil), Limousinen  (Serie 23), oder als 2-türige Roadster (Serie 24) erhältlich. Die Preise lagen bei je US$ 4.600 für die drei offenen Versionen und US$ 5.800 für die Limousine.
Beachtliche und willkommene Publicity fand ein „Rennen“, das mit einem Oldsmobile Limited gegen den bekanntesten Zug der USA zu dieser Zeit, den 20th Century Limited von New York City, Grand Central Terminal nach Chicago, LaSalle Street Station, ausgetragen wurde, wobei sich das Auto als schneller als der Zug erwies.
1911 bekamen die Fahrzeuge einen größeren Motor. Das 11.569 cm³ große Aggregat leistete ebenfalls 60 bhp. Die Lederkonuskupplung wurde durch eine Metallkonuskupplung ersetzt und der Radstand wuchs von 3302 mm auf 3505 mm. 2- und 4-türige Modelle bot man als Serie 27 an.
Auch 1912 wurde der riesige Wagen noch gefertigt, allerdings ohne große Änderungen. Der Radstand stieg nochmals auf 3556 mm an. Verkauft wurden die Fahrzeuge in diesem Jahr als Serie 33.
1910 waren 325 Fahrzeuge dieses Typs entstanden, 1911 waren es 250 Stück, 1912 ebenfalls. Im Folgejahr wurde der Limited ohne Nachfolger eingestellt.

## Marktposition
Der Limited war zu seiner Zeit eines der teuersten Serienautos der USA. Konkurrenz kam vor allem von Importmarken wie Lorraine-Dietrich, Brasier, Delaunay-Belleville, den großen Panhard & Levassor oder auch Daimler (Mercedes), Benz und natürlich Rolls-Royce und Napier (letztere auch mit US-Produktion). Im Inland gab es zahlreiche kleine und lokale Anbieter mit einem oder mehreren Modellen in ähnlicher Preislage. Dazu kamen etablierte Hersteller wie Pierce-Arrow, Packard, S & M Simplex, Stearns-Knight, Stoddard-Dayton oder Welch (letztere auch eine GM-Marke, die aber bald verschwand). Noch teurer waren etwa ALCo, Peerless Peerless oder Thomas, wo die Preise erst da begannen, wo der Limited angesiedelt war.
Darin lag auch das Problem des Limited: Von einer Firma, die zuvor durch günstige Kleinwagen wie den Curved Dash auf sich aufmerksam gemacht hatte, erwartete man kein Automobil in dieser Preisklasse.
Nach dem Limited wurde nie wieder ein Oldsmobile in dieser obersten Preisklasse angeboten. 